# Divisões Administrativas da Ossétia do Sul
Ossétia do Sul é subdividida em quatro raions/distritos:

Distritos da Ossétia do Sul

| Nome                   | Nome            | Nome               | População | População |
| Português              | Osseta          | Russo              | 1989      | 2015      |
| ---------------------- | --------------- | ------------------ | --------- | --------- |
| Distrito de Dzau       | Дзауы район     | Дзауский район     | 10 418    | 6 567     |
| Distrito de Leningor   | Ленингоры район | Ленингорский район | 12 073    | 4 209     |
| Distrito de Tskhinvali | Цхинвалы район  | Цхинвальский район | 23 514    | 7 793     |
| Distrito de Znaur      | Знауыры район   | Знаурский район    | 10 189    | 6 567     |
| Cidade de Tskhinval    | Цхинвал         | Цхинвал            | 42 934    | 30 432    |